# Víctor M. Aguirre del Castillo
Víctor M. Aguirre del Castillo (Ixmiquilpan, Hidalgo, 24 de marzo de 1914-?) fue un político mexicano, miembro del Partido Revolucionario Institucional (PRI). Fue en dos ocasiones diputado federal y presidente municipal de Pachuca de Soto.

## Biografía
Realizó sus estudios básicos en Ixmiquilpan, la secundaria en la Ciudad de México y luego en la entonces Escuela Nacional de Agricultura de Chapingo de estudio agronomía, pero no concluyó. Su hermano mayor, Vicente Aguirre del Castillo fue diputado federal, senador y gobernador de Hidalgo de 1945 a 1951.
En 1943 fue postulado candidato del entonces Partido de la Revolución Mexicana (PRM) y elegido diputado federal por el Distrito 3 de Hidalgo a la XXXIX Legislatura de dicho año al de 1946. No concluyó el cargo, pues en 1945 es postulado candidato a presidente municipal de Pachuca de Soto, elegido, ejerció el cargo del 1 de enero de 1946 al 31 de diciembre de 1948.
En 1949 fue nuevamente candidato, esta vez ya del PRI, a diputado federal nuevamente por el Distrito 4 de Hidalgo. Elegido a la XLI Legislatura que concluyó en 1952. En esta legislatura fue integrante de la Gran Comisión, la comisión 4a. del Ejido; y suplente de la comisión de Materiales de Guerra.